# 克雷伊
克雷伊（法語：Creil，法語發音：[kʁɛj]），法国北部城市，上法兰西大区瓦兹省的一个市镇，隶属于桑利斯区，其市镇面积为11.09平方公里，2022年1月1日时人口数量为36,494人，是该省人口第三多的市镇，在法国城市中排名第213位。
克雷伊位于瓦兹省南部，瓦兹河畔，是法国北部的一个工商业中心城市，五个方向的铁路在此交汇。

## 地名来源
“克雷伊”一名最早出现于公元656年，在鲁昂的旺主教撰写的《圣埃卢瓦一生》（Vie de saint Éloi）一书中以的形式被记录。

## 历史

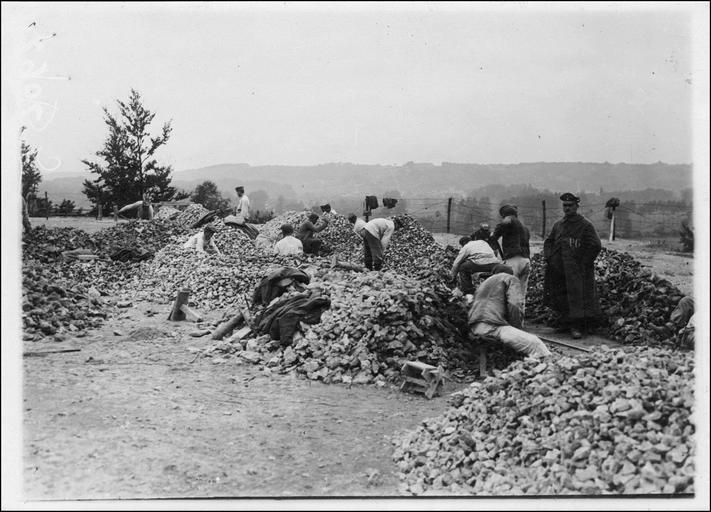
一战时期克雷伊的一处劳改采石场

克雷伊地区历史悠久，早在高卢-罗马时期就已出现人类活动，但直到中世纪才开始逐渐在瓦兹河当中的河心岛上出现城镇。公元861年至890年间，克雷伊被维京人攻占，后成为当地封建领主伊夫（Yves）的领地，伊夫在此修建了克雷伊城堡。公元12世纪，克雷伊城镇开始向瓦兹河左岸发展，并新建了克雷伊圣梅达尔教堂。1191年，克雷伊获得了克莱蒙主教布卢瓦的路易颁布的市镇宪章。宗教战争时期，克雷伊被胡格诺派攻占。法国大革命结束后，克雷伊成为瓦兹省的一个市镇。1797年，一位来自爱尔兰的巴黎商人在克雷伊创立了玻璃厂，很快就变成了陶艺作坊，并与法兰西岛的蒙特罗并列成为“克雷伊-蒙特罗磁窑”。19世纪，瓦兹河完成渠化改造，大大提升了通航能力，后巴黎－里尔铁路开通，同时由克雷伊前往热蒙、博韦和蓬图瓦兹方向的铁路也相继建成，克雷伊成为法国北部重要的铁路枢纽，也成为巴黎前往法国北部皮卡第、阿图瓦等地的必经之路，克雷伊城市开始迅速扩张，并逐渐发展成为一个区域性的工业中心。随着工业的发展，克雷伊也成为重要的工人阶级城市。第一次世界大战期间，克雷伊市区东南部曾建有一处劳改中心。二战后，大量外来人口的涌入克雷伊以支持当地的工业及城市建设，但随着1960年代以来冶金行业工业的衰败和工厂的关闭或合并，使得当地失业率急剧增加，引发社会问题。1995年克雷伊成为法兰西岛大区快铁D线的北端起点，克雷伊逐渐发展成为巴黎北部的一个远郊卫星城。

## 地理

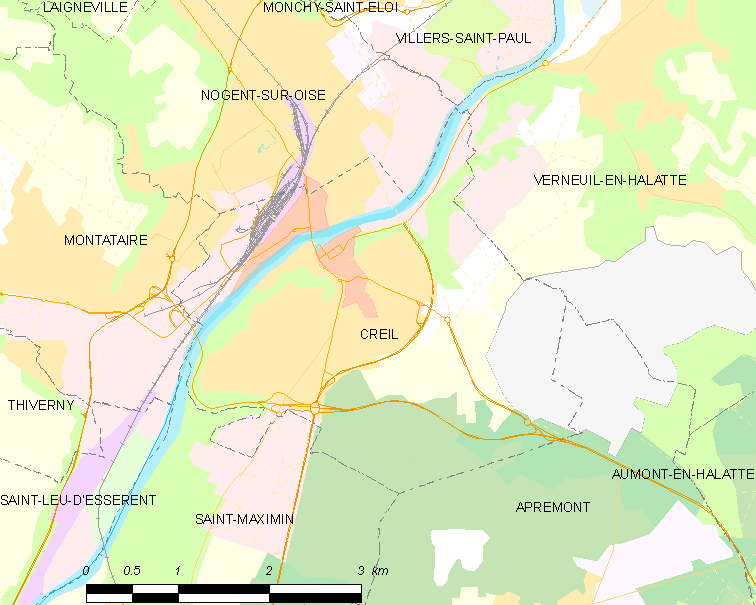
克雷伊市镇范围地图

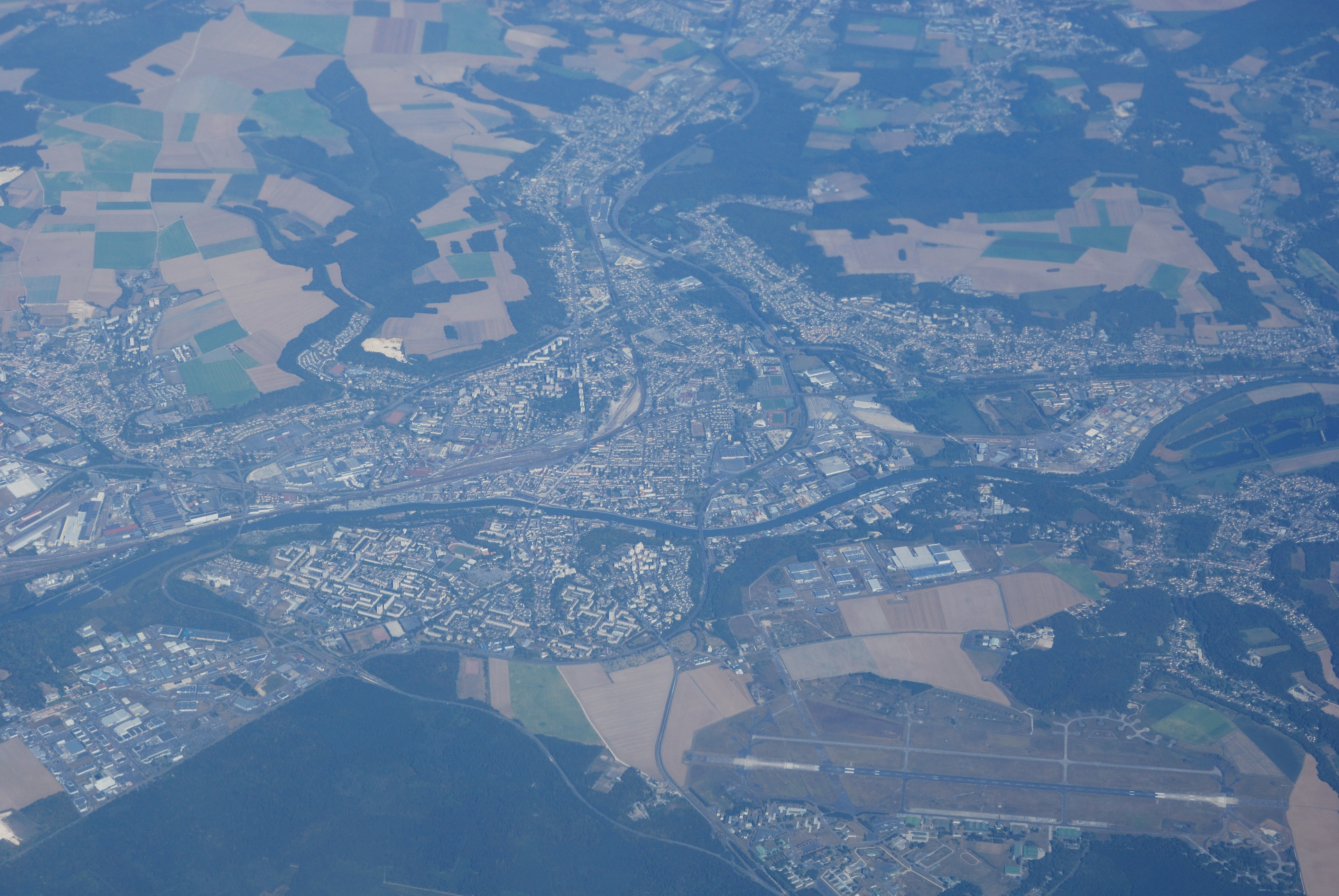
鸟瞰克雷伊

克雷伊位于法国北部，上法兰西大区南部和瓦兹省南部，距离省会博韦大约45公里。与克雷伊接壤的市镇包括：瓦兹河畔诺让、阿普勒蒙、蒙塔泰尔、圣马克西曼、韦尔讷伊昂纳拉特。

### 地形
克雷伊位于巴黎盆地北部，境内以平原和浅丘为主，市镇中心地势较为平坦，西北部略有起伏，全境海拔在26到129米之间。

### 水文
瓦兹河干流自北向南流经境内，该河在克雷伊镇中心形成了圣莫里斯岛。

### 植被
克雷伊属于温带阔叶混交林区，林地主要分布于瓦兹河南岸的坡地地区。
在鲜花城市的评比中，克雷伊被评为3星级鲜花城市。

### 气候
克雷伊在柯本气候分类法中属于温带海洋性气候。
克雷伊境内设有气象站，以下为该气象站的数据：
| 克雷伊1981年－2019年 | 克雷伊1981年－2019年 | 克雷伊1981年－2019年 | 克雷伊1981年－2019年 | 克雷伊1981年－2019年 | 克雷伊1981年－2019年 | 克雷伊1981年－2019年 | 克雷伊1981年－2019年 | 克雷伊1981年－2019年 | 克雷伊1981年－2019年 | 克雷伊1981年－2019年 | 克雷伊1981年－2019年 | 克雷伊1981年－2019年 | 克雷伊1981年－2019年 |
| 月份                 | 1月                  | 2月                  | 3月                  | 4月                  | 5月                  | 6月                  | 7月                  | 8月                  | 9月                  | 10月                 | 11月                 | 12月                 | 全年                 |
| -------------------- | -------------------- | -------------------- | -------------------- | -------------------- | -------------------- | -------------------- | -------------------- | -------------------- | -------------------- | -------------------- | -------------------- | -------------------- | -------------------- |
| 历史最高温 °C（°F）  | 15.9 (60.6)          | 20 (68)              | 25.4 (77.7)          | 28 (82)              | 36 (97)              | 36.4 (97.5)          | 41.6 (106.9)         | 39.3 (102.7)         | 35.3 (95.5)          | 28.3 (82.9)          | 20.7 (69.3)          | 16.2 (61.2)          | 41.6 (106.9)         |
| 平均高温 °C（°F）    | 6.3 (43.3)           | 7.4 (45.3)           | 11.1 (52.0)          | 15.1 (59.2)          | 18.3 (64.9)          | 22.1 (71.8)          | 24.5 (76.1)          | 23.9 (75.0)          | 20.6 (69.1)          | 15.4 (59.7)          | 10.1 (50.2)          | 6.2 (43.2)           | 15.1 (59.2)          |
| 日均气温 °C（°F）    | 3.6 (38.5)           | 4.1 (39.4)           | 7 (45)               | 10.1 (50.2)          | 13.5 (56.3)          | 16.8 (62.2)          | 19.1 (66.4)          | 18.5 (65.3)          | 15.6 (60.1)          | 11.6 (52.9)          | 7.2 (45.0)           | 3.7 (38.7)           | 10.9 (51.6)          |
| 平均低温 °C（°F）    | 1.1 (34.0)           | 0.9 (33.6)           | 3 (37)               | 5 (41)               | 8.6 (47.5)           | 11.5 (52.7)          | 13.6 (56.5)          | 13.2 (55.8)          | 10.6 (51.1)          | 8 (46)               | 4.4 (39.9)           | 1.5 (34.7)           | 6.8 (44.2)           |
| 历史最低温 °C（°F）  | −19.3 (−2.7)         | −12.4 (9.7)          | −9.7 (14.5)          | −5.3 (22.5)          | −1.1 (30.0)          | −2.1 (28.2)          | 3.9 (39.0)           | 4 (39)               | 0 (32)               | −5 (23)              | −11 (12)             | −12 (10)             | −19.3 (−2.7)         |
| 平均降水量 mm（）    | 42.4 (1.67)          | 41.4 (1.63)          | 43.6 (1.72)          | 28.2 (1.11)          | 54.7 (2.15)          | 36.7 (1.44)          | 42.2 (1.66)          | 47.8 (1.88)          | 34.6 (1.36)          | 75 (3.0)             | 52.8 (2.08)          | 40 (1.6)             | 539.4 (21.24)        |
| 月均日照時數         | 54.1                 | 57                   | 172.7                | 245.2                | 164.6                | 251.7                | 233.5                | 207                  | 172.6                | 130                  | 46.8                 | 48.6                 | 1,783.8              |
| 来源：infoclimat.fr  |                      |                      |                      |                      |                      |                      |                      |                      |                      |                      |                      |                      |                      |

## 行政区划
克雷伊是法国上法兰西大区瓦兹省的一个市镇，编号为60175。克雷伊隶属于桑利斯区，分属于第三和第七选区，管理克雷伊县，同时也是克雷伊南瓦兹城市圈公共社区的办公驻地。
克雷伊市镇被划为七个街区，实行街区自治制度。
法国国家统计与经济研究所（简称）在进行数据统计时，将克雷伊及相邻的另外21个市镇设为克雷伊城市核心区（2020年新增圣马克西曼），并将包括核心区在内的周边共23个市镇划为克雷伊城市区。自2020年起，克雷伊城市区被划入包含1,929个市镇的巴黎城市辐射区内。此外，还将克雷伊市镇分为了14个“块区”（IRIS），以便于统计人口分布情况。

## 交通

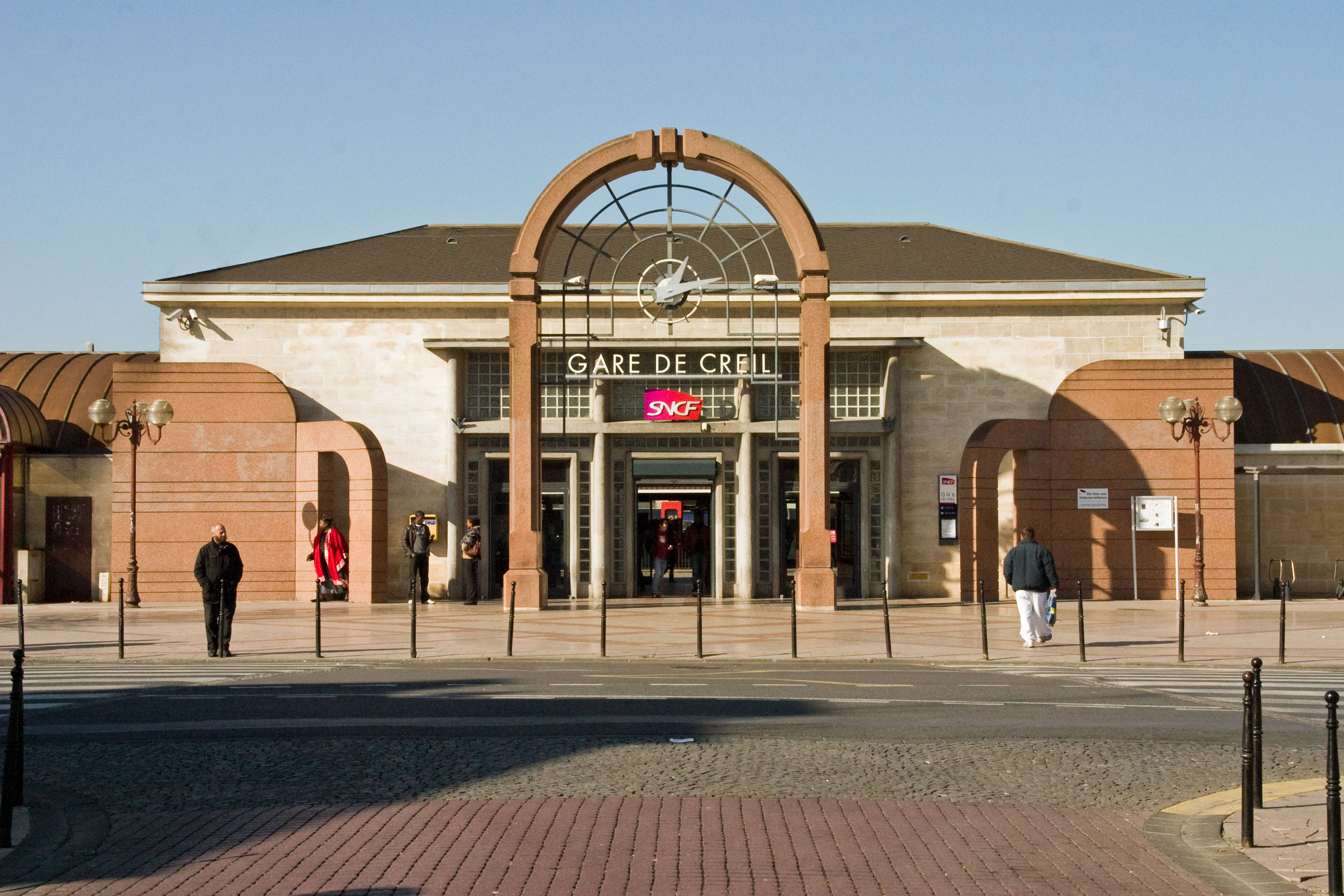
克雷伊火车站

### 公路
多条瓦兹省省道在克雷伊境内交汇，上法兰西大区下属的城际客运提供巴士线路，可前往桑利斯、瓦卢瓦地区克雷皮以及巴黎戴高乐机场等地。
2018年，64.3%的克雷伊家庭拥有至少一辆私人汽车。2019年，克雷伊境内共发生各类交通事故10起，造成15人受伤。

### 铁路
克雷伊位于巴黎－里尔铁路、克雷伊－热蒙铁路、克雷伊－博韦铁路和皮埃尔莱－克雷伊铁路的交汇处，是法国北部重要的铁路枢纽。克雷伊站位于市区北部，瓦兹河右岸，该站是法兰西岛大区快铁D线和法兰西岛大区铁路H线的北端起点，同时停靠前往巴黎、博韦、亚眠和圣康坦四个方向的区域列车。

### 航空
距离克雷伊最近的民用航空站为巴黎戴高乐机场，距离克雷伊市中心的公路里程约38公里。

### 城市公共交通
克雷伊城市公共交通（商业名称为）是当地的城市公共交通系统，自2019年9月起由RATP Dev负责运营。截至2021年12月，该系统共包括15条公交线路，路网覆盖了克雷伊市区内的主要街道和居民区。

## 政治

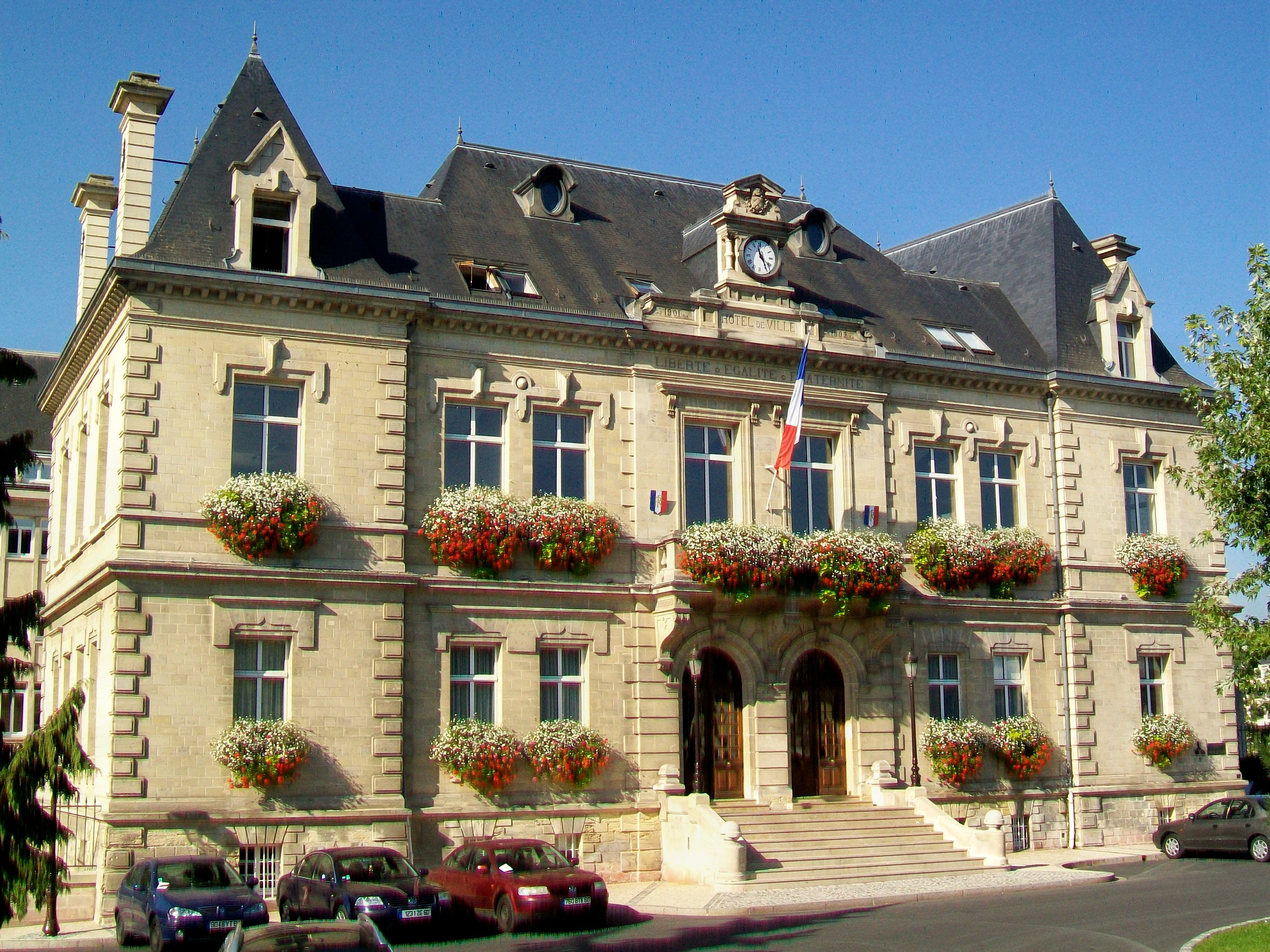
克雷伊市政厅

克雷伊的现任市长为让-克洛德·维尔曼先生（Jean-Claude Villemain），他是社会党的一名成员，在2014年的市政选举中获得了40.02%的支持率，在2020年的市政选举中则获得了51.4%的支持率。
在2017年的法国总统大选中，法国第25任总统埃马纽埃尔·马克龙在克雷伊获得了71.74%的支持率。
| 克雷伊历届市长 |                                        |                      |
| 任期           | 市长                                   | 党派                 |
| 1944年－1945年 | Gabriel Havez 加布里埃尔·阿韦兹        | SFIO工人国际法国支部 |
| 1945年－1950年 | Jean Biondi 让·比永迪                  | SFIO工人国际法国支部 |
| 1950年－1963年 | Gabriel Havez 加布里埃尔·阿韦兹        | SFIO工人国际法国支部 |
| 1963年－1977年 | Antoine Chanut 安托万·沙尼             | PS社会党             |
| 1977年－2001年 | Jean Anciant 让·昂西扬                 | PS社会党             |
| 2001年－2008年 | Christian Grimbert 克里斯蒂安·格兰贝尔 | PS社会党             |
| 2008年－       | Jean-Claude Villemain 让-克洛德·维勒曼 | PS社会党             |

## 人口
2018年，克雷伊市镇人口数量为35,800，在法国排名第213位。其中男性17,810人，女性17,990人，75岁及以上人口占3.8%，外籍人口数量为8,947人，人口密度为3,228人/平方公里，当地居民被称为（男性）或（女性）。2019年，克雷伊境内出生687人，死亡人口199人。
| 年份   | 1936   | 1946   | 1954   | 1962   | 1968   | 1975   | 1982   | 1990   | 1999   | 2006   | 2011   | 2016   | 2017   | 2018   |
| ------ | ------ | ------ | ------ | ------ | ------ | ------ | ------ | ------ | ------ | ------ | ------ | ------ | ------ | ------ |
| 人口數 | 10,899 | 10,024 | 13,500 | 19,235 | 32,544 | 32,509 | 34,709 | 31,956 | 30,675 | 33,479 | 33,741 | 35,747 | 35,657 | 35,800 |

## 经济

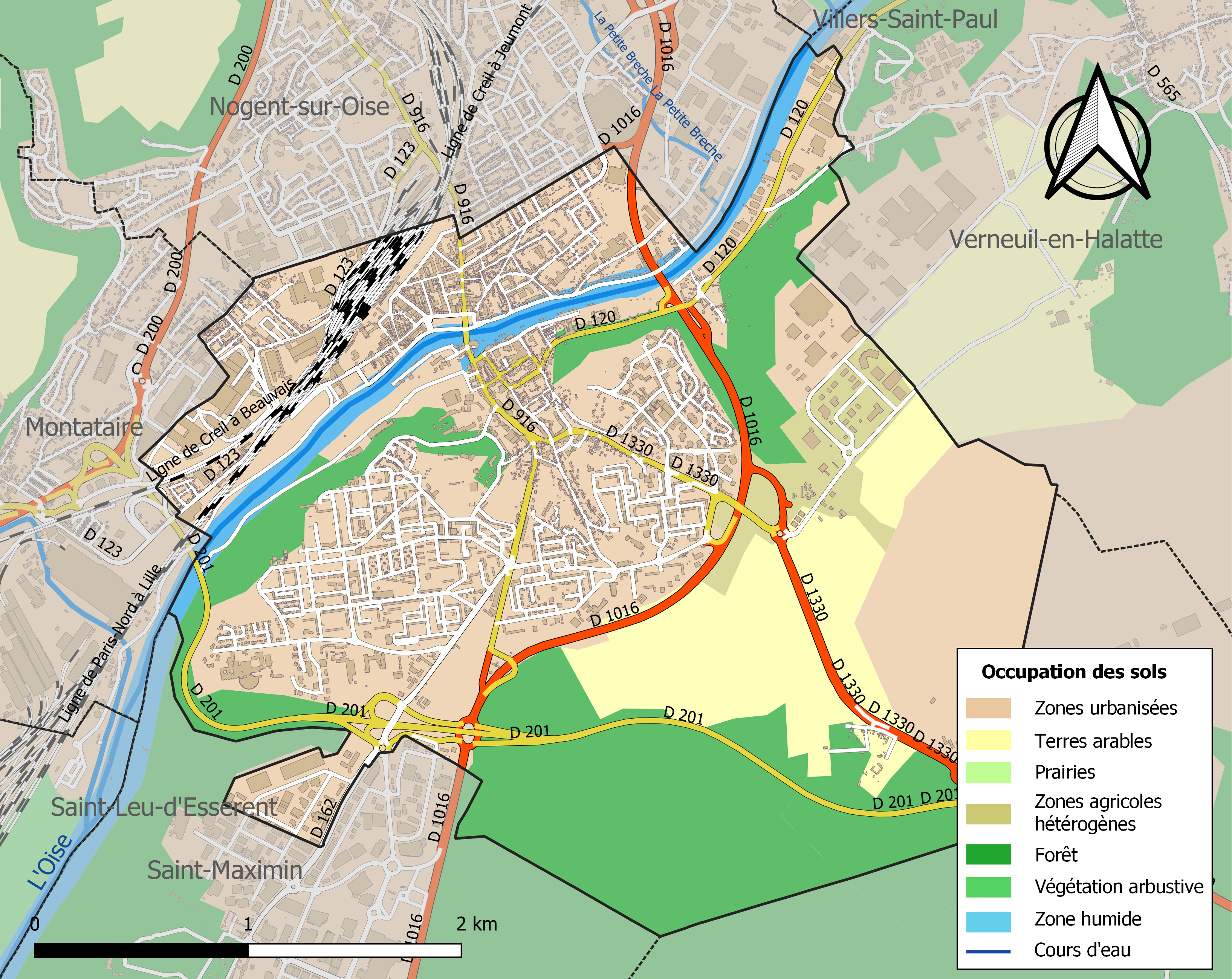
克雷伊土地利用情况地图

克雷伊是一个区域性的中心城市。截止2021年12月，克雷伊市镇范围内共有各类用人单位（包含自雇）3,866家，平均历史为13年，其中99.26%为中小型企业（PME）。（服装销售）、（水电安装）及（金属部件生产）是当地2020年营业额最高的三个企业，分别为449,312,398欧元、17,576,608欧元和16,709,857欧元。

## 财政与居民收入
2020年，克雷伊的财政收入总额为48,565,500欧元，财政支出总额为43,133,900欧元，当年的债务总额为29,121,800欧元。 2021年，克雷伊共获得22 794 626欧元的国家财政补助，比上一年增加了2.57%。
2019年，克雷伊的人均月收入总额为1,930欧元，其中高级职员为3,332欧元，低于法国平均水平（4,230欧元）；中级职员为2,256欧元，低于法国平均水平（2,411欧元）；普通职员为1,660欧元，亦低于法国平均水平（1,740欧元）。
2018年，克雷伊境内的青壮年（15至64岁）失业率为25%，当地27.1%的家庭拥有纳税资格，平均纳税1,798欧元，低于法国平均水平（3,910欧元）。

## 社会事务

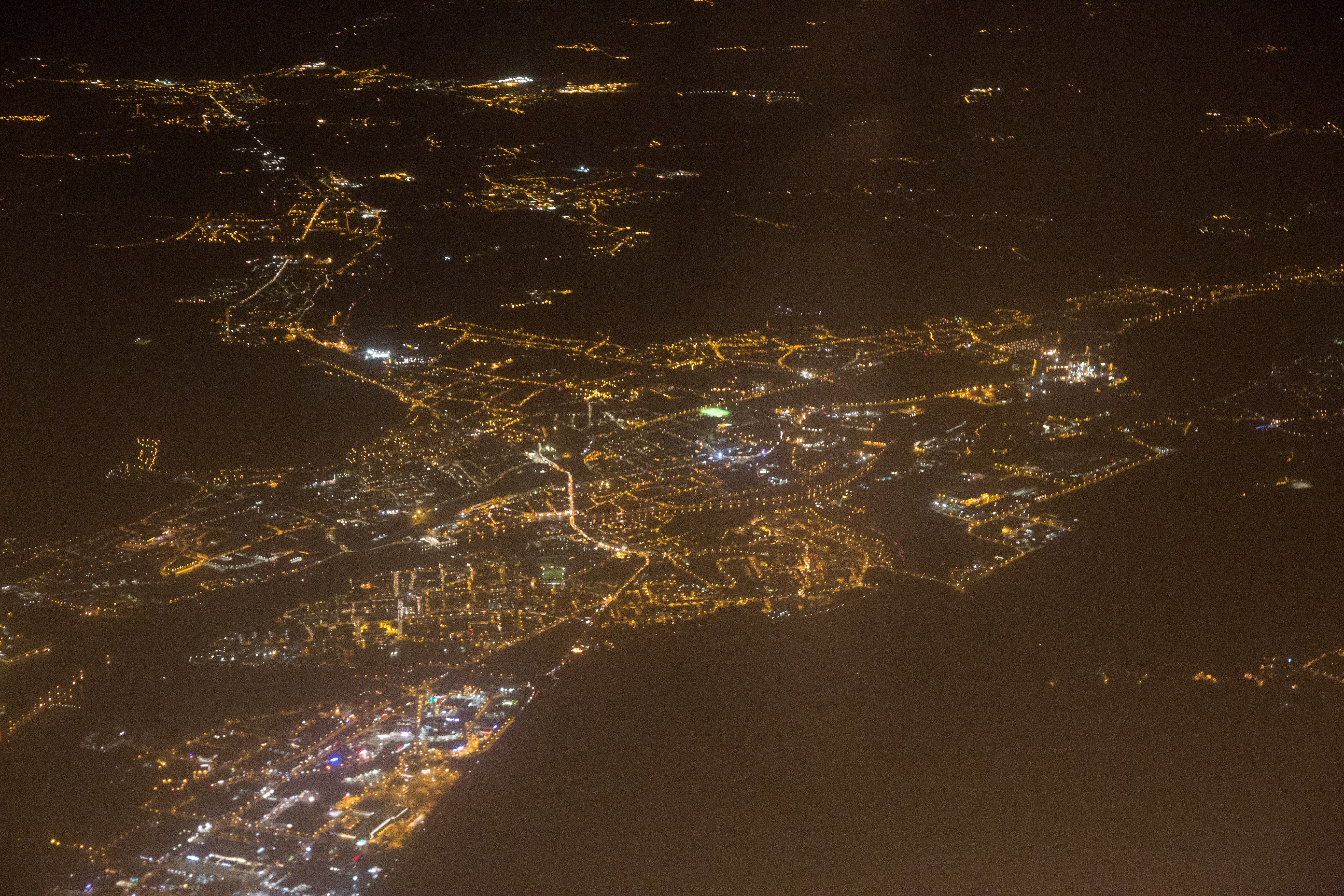
航拍克雷伊夜景

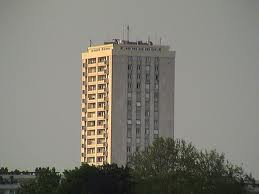
克雷伊的一处高层居民楼

### 教育
克雷伊属于亚眠学区。截止2020年1月1日，克雷伊境内共有19所幼儿园、16所小学、4所初级中学、2所普通高中和1所职业高中。2018至2019学年度，克雷伊境内共有在校中等教育阶段学生2,961名。
在高等教育方面，亚眠大学下属的瓦兹省应用科技学院（IUT de l'Oise）在克雷伊设有校区。

### 医疗
截止2020年1月1日，克雷伊境内共有全科医生31名、保健师14名、牙医14名、护士36名、耳科医生1名、眼科医生4名、皮肤科医生1名、助产士4名、儿科医生4名和妇科医生3名。境内共有药房11家、养老院5家、残疾人帮扶中心4家。
克雷伊中心医院南瓦兹省医疗机构联盟（Groupe Hospitalier Public du Sud de l’Oise）的覆盖范围，后者是法国的一个区域性医疗机构，其下属的“拉昂内克中心医院”（Centre hospitalier Laennec）位于克雷伊市区，设有床位442个，是当地规模最大的公立综合性医院。

### 住房
2018年，克雷伊境内共有各类住房13,835套，其中15.3%为独立式居民区，81.4%为集中式居民区。常住房屋占克雷伊市镇范围内居民建筑总量的92.5%。
在住房保障政策方面，2020年，克雷伊境内共有6,119户家庭获得了住房经济补助，受益人数占总人口数量的17.1%，其中5,911份为房租补助。

### 商业
2019年，克雷伊境内共有各类实体商铺761家，其中餐厅157家、大型超市5家、杂货店43家、面包房28家、肉铺17家、书店8家、装饰品店3家、银行门店18家、美容美发店47家、汽车维修店39家。市区南部的圣马克西曼市镇范围内建有大型开放式商业街区。

### 体育
2020年，克雷伊境内共有2家游泳池、8间体育馆、3座综合体育场、12处网球场、6处足球或橄榄球场、7处篮球或排球场以及1处高尔夫球场。
截至2021年12月，克雷伊境内共有五支注册足球俱乐部，克雷伊足球联盟俱乐部是当地的代表性足球队，成立于1906年，2021至2022赛季参加上法兰西大区足球联赛。

### 环境
克雷伊的环境事务由其所属的公共社区负责。2019年，克雷伊境内共有3家污染企业。

### 治安
2019年，克雷伊市镇范围内共有1处派出所。2020年，克雷伊宪兵总队辖区内共4个市镇累计发生各类案件4,635起，其中盗窃类案件2,219起，经济类案件558起，毒品交易类案件505起。

## 文化
2020年，克雷伊境内共有1家剧场、1家电影院、1家博物馆和1家音乐厅。加莱-瑞耶博物馆的当地代表性的景点。克雷伊市政府提供多媒体中心，向公众全年开放。

### 建筑
克雷伊境内有三处法国国家文物保护单位，其中克雷伊城堡和圣梅达尔教堂是当地的地标性建筑物。

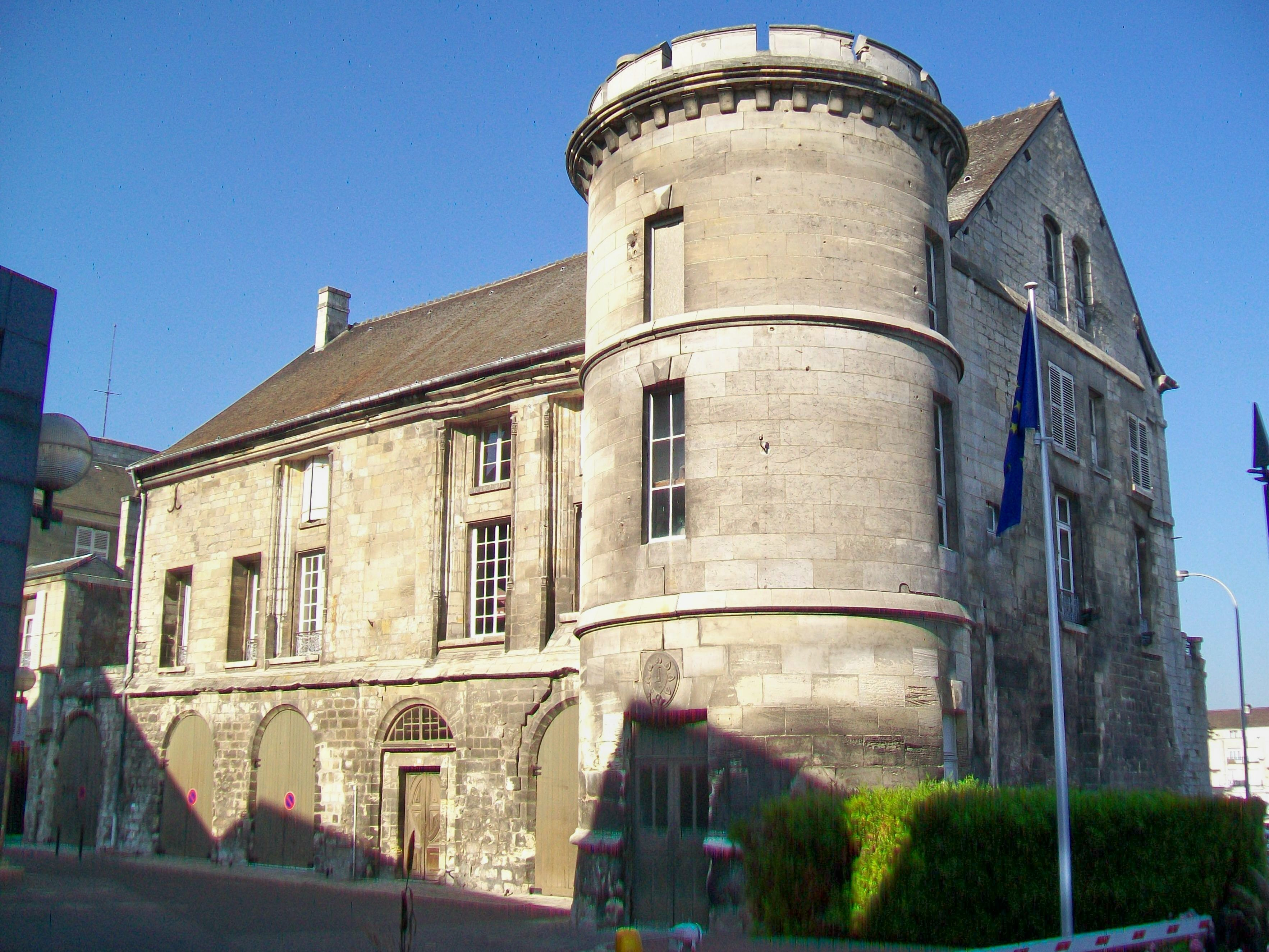
克雷伊城堡（法语：Château de Creil）
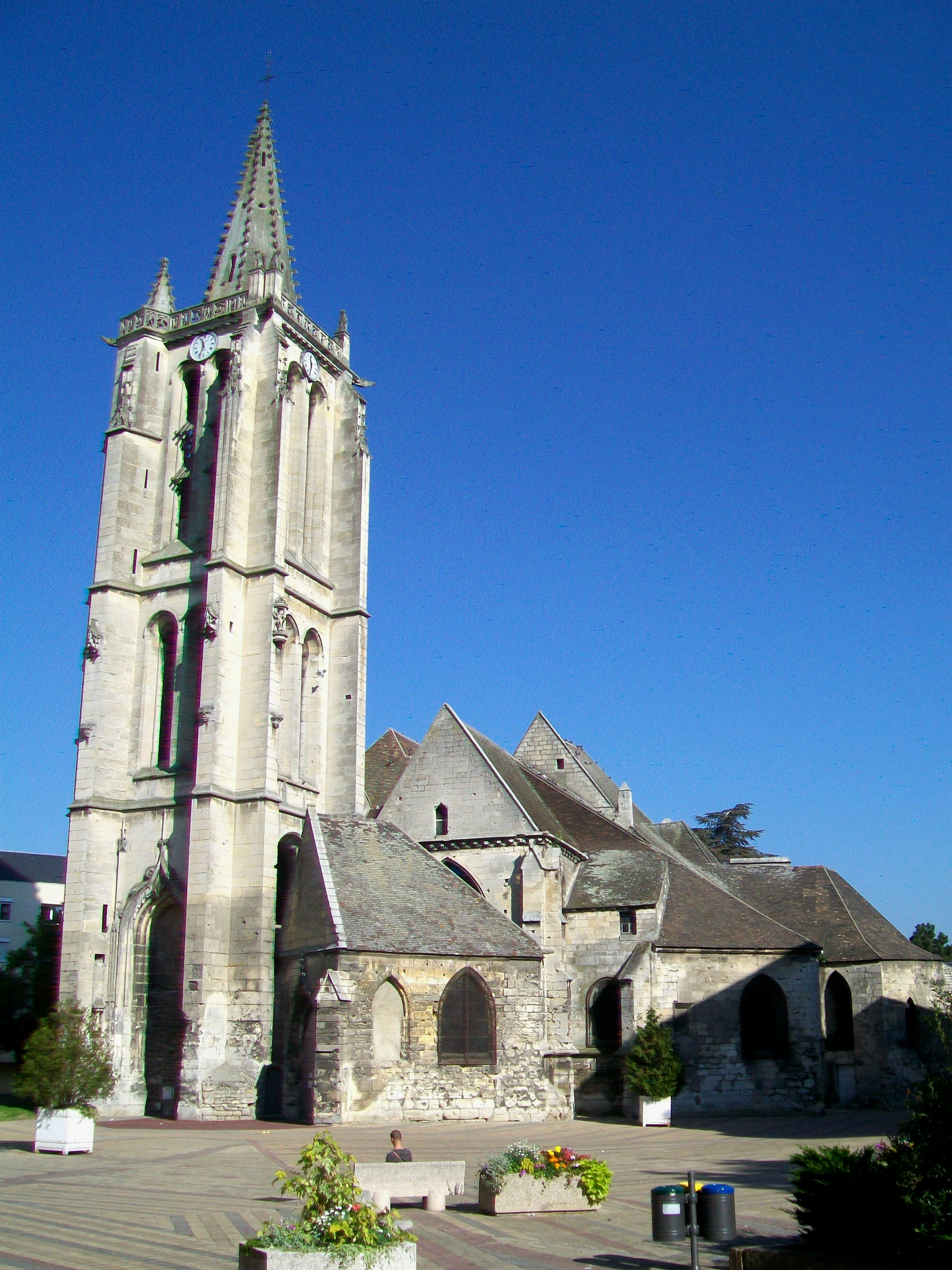
圣梅达尔教堂（法语：Église Saint-Médard de Creil）
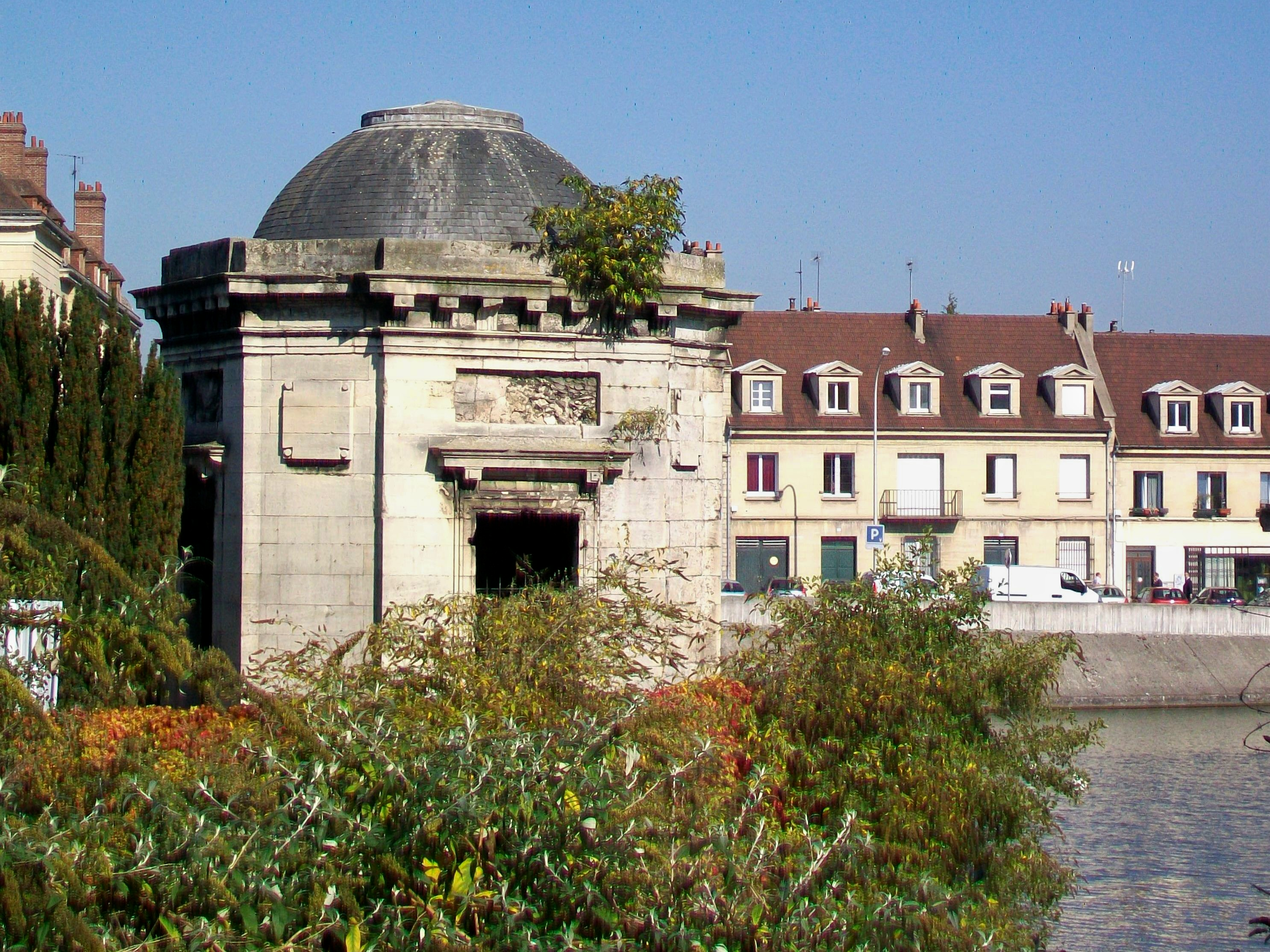
爱情庙（法语：Temple de l'amour (Creil)）
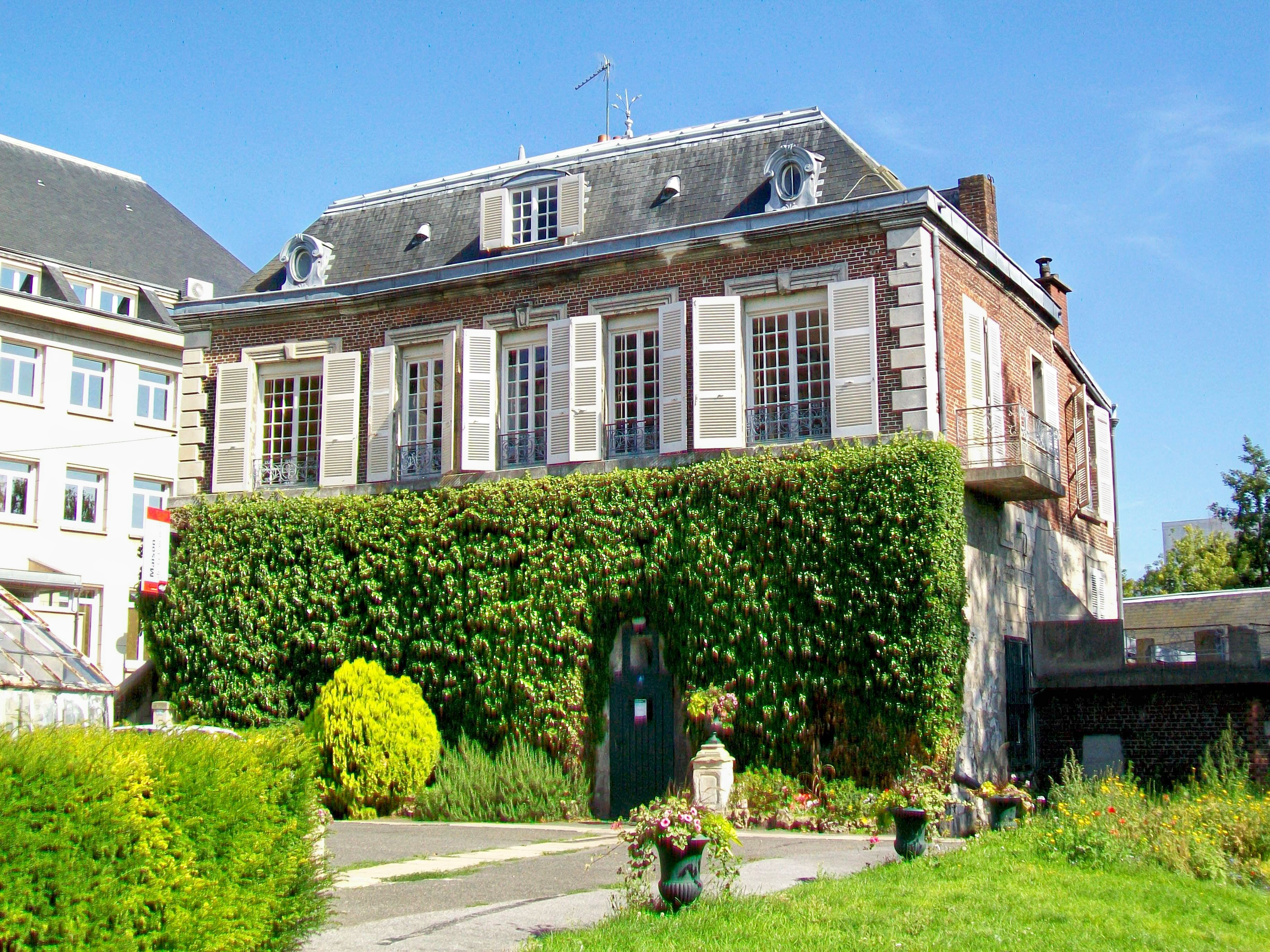
瓷器博物馆
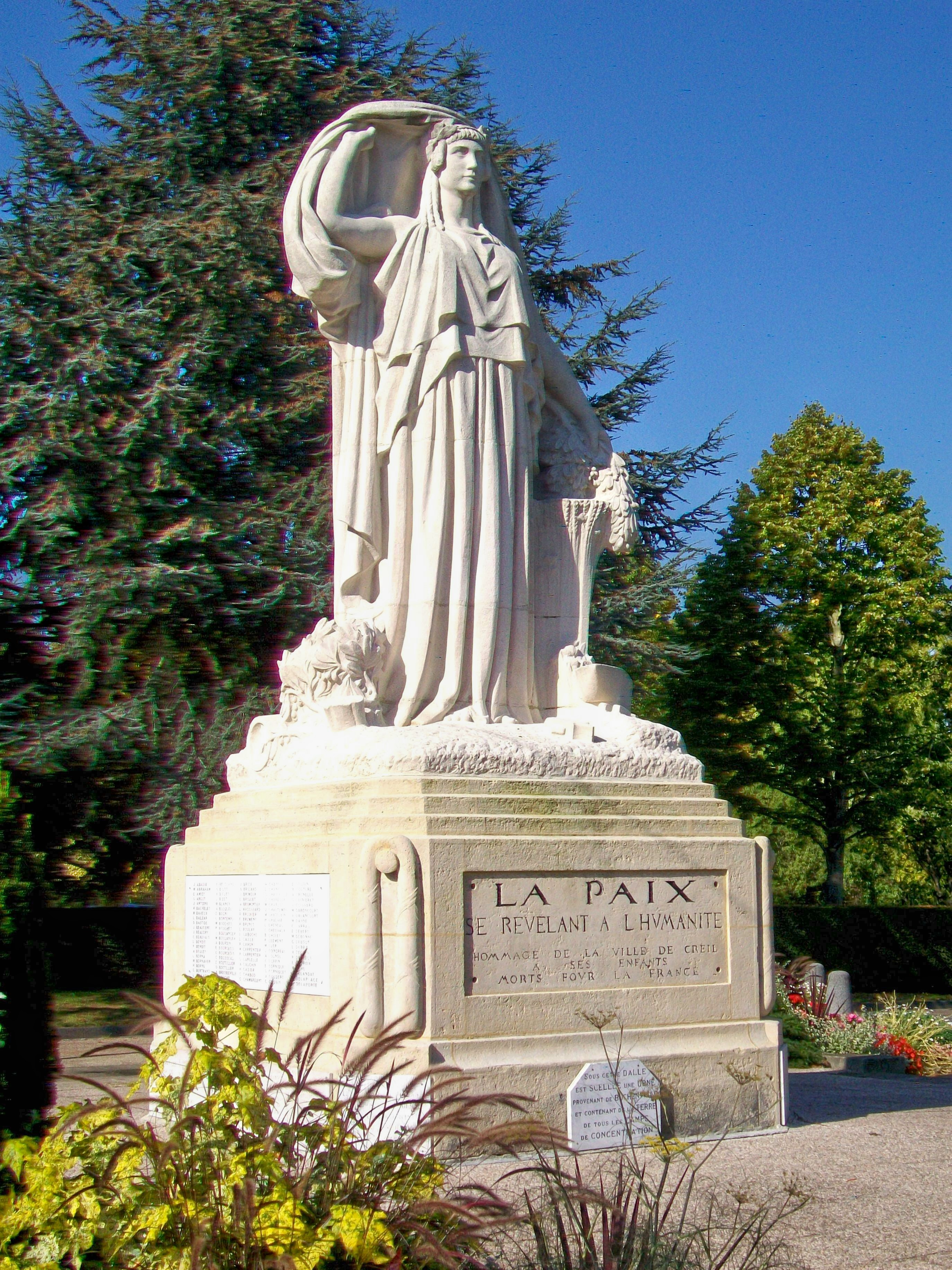
烈士纪念碑
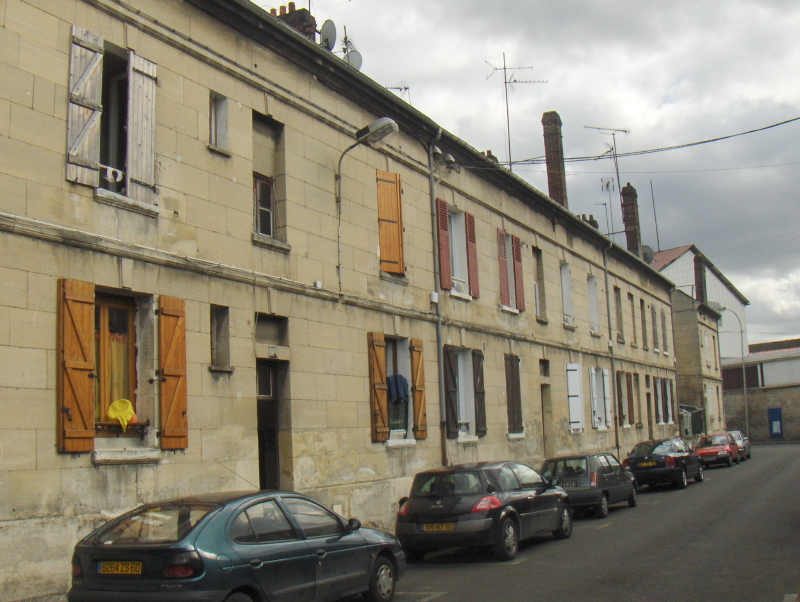
工人宿舍
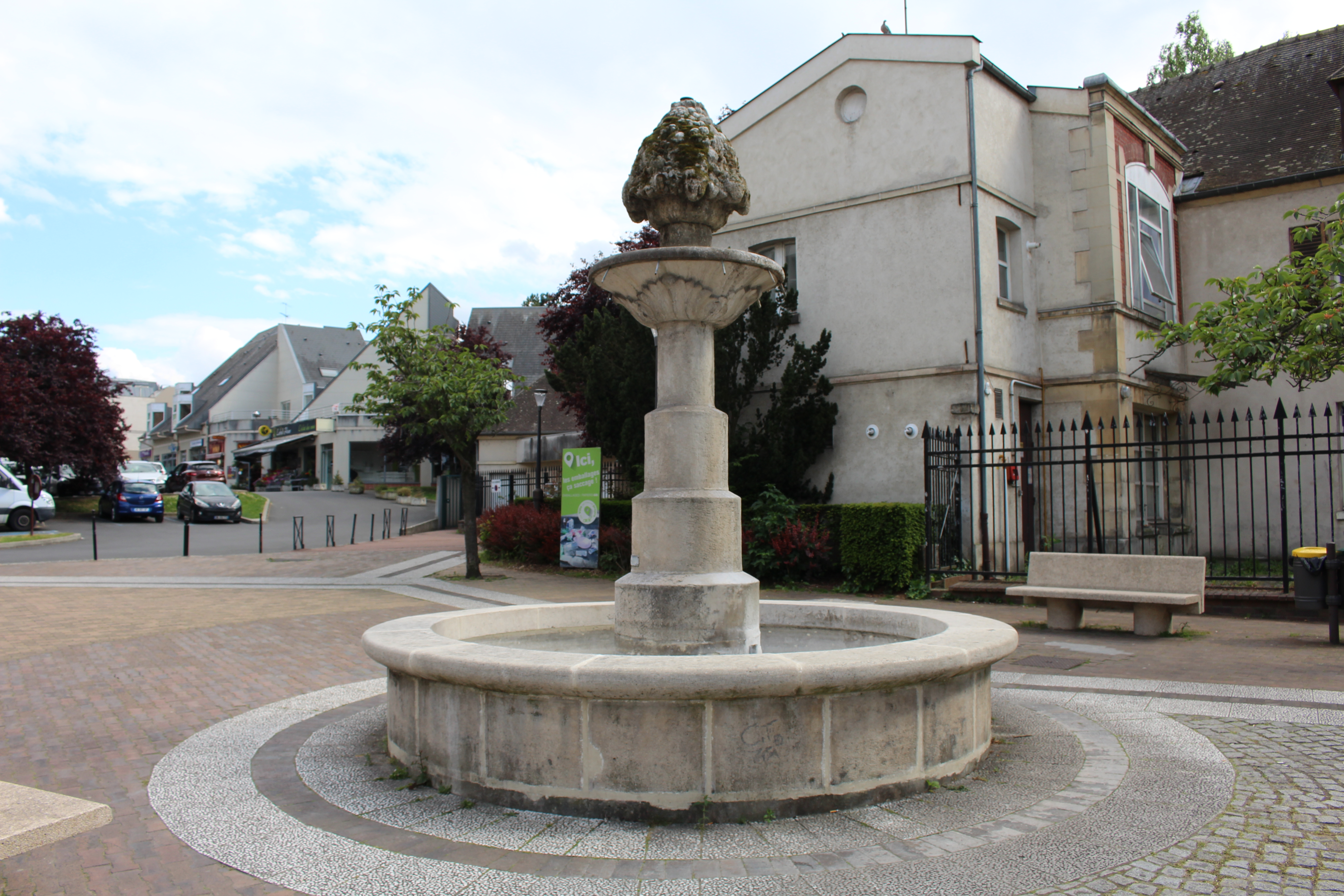
街心喷泉

### 旅游
克雷伊的旅游事务由其所属的公共社区负责。2021年，克雷伊境内共有3家酒店共计154间房间。

### 媒体
法国主要的媒体均可在克雷伊接收，法国电视三台下属的上法兰西大区频道在部分时段播出克雷伊所属区域的地方新闻。

## 相关人物
法兰西国王查理四世、植物学家让-路易·蒂利耶、作曲家米歇尔·希翁、连环抢劫案主犯雷杜瓦纳·法伊德、足球运动员格雷格里·蒂尔和饶舌歌手KeBlack出生于克雷伊。

## 友好城市
截至2021年12月，克雷伊共与三座城市互为友好城市关系：
- 德国 马尔
- 英格兰 彭德尔（法语：Pendle）
- 波蘭 霍茹夫